# فوسلی
فوسلی (به ایتالیایی: Fossoli) یک منطقهٔ مسکونی در ایتالیا است که در کارپی واقع شده‌است. فوسلی ۳٬۵۷۸ نفر جمعیت دارد و ۲۶ متر بالاتر از سطح دریا واقع شده‌است.